# Église des Saints-Innocents de Blienschwiller
L'église des Saints-Innocents est un monument historique situé à Blienschwiller, dans le département français du Bas-Rhin.

## Localisation
Ce bâtiment est situé place de l'Église à Blienschwiller.

## Historique
Elle aurait été construite au xiie siècle sur le modèle de l'abbatiale de l'abbaye de Niedermunster. Subsiste de cette époque la base romane du clocher et une frise lombarde. Elle a été remaniée à la fin du xve siècle (après avoir été incendiée en 1444 par les Armagnacs) en style gothique, au milieu du XVIIIe siècle en style baroque, au début du xxe siècle avec adjonction d'un chœur néo-roman qui comporte une magnifique fresque Art nouveau.
À noter la chaire, l'orgue Rohrer de 1734 dont le buffet est classé, le Mont des Oliviers du XVIIe siècle, et une rare cloche fondue en 1474 et offerte par le curé Jean Meyer, sur laquelle figure un Christ en croix et l'inscription "S.LUCAS, S.MARCUS, S.MATHEUS, S.IOHANNES, O, REX, GLORIE, XPE, VENI, CUM, PACE, AVE, MARIA".
L'édifice fait l'objet d'une inscription au titre des monuments historiques depuis 1931.
Les fresques du chœur Sainte-Trinité sont de Paul Ledoux (1913).

## Architecture

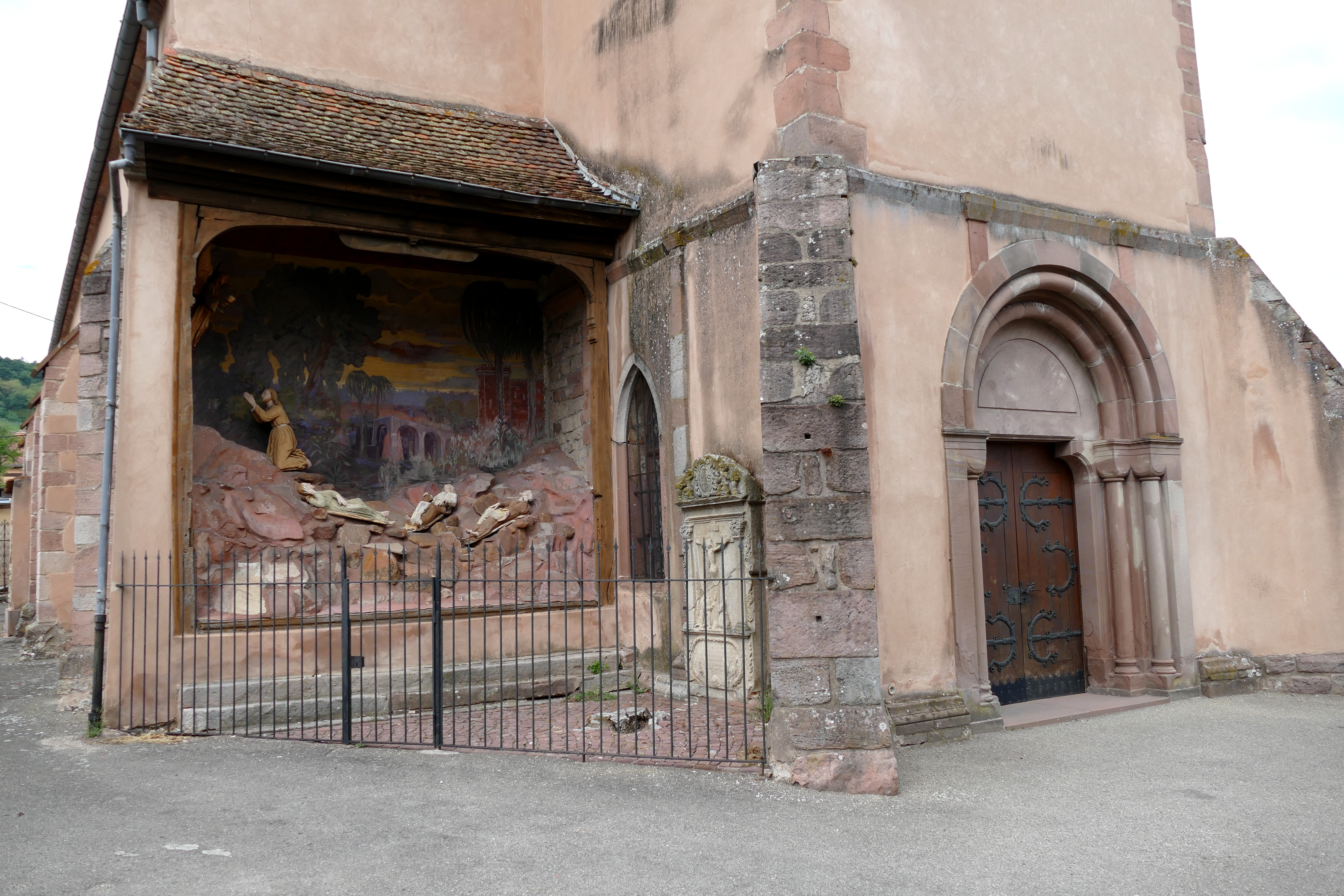
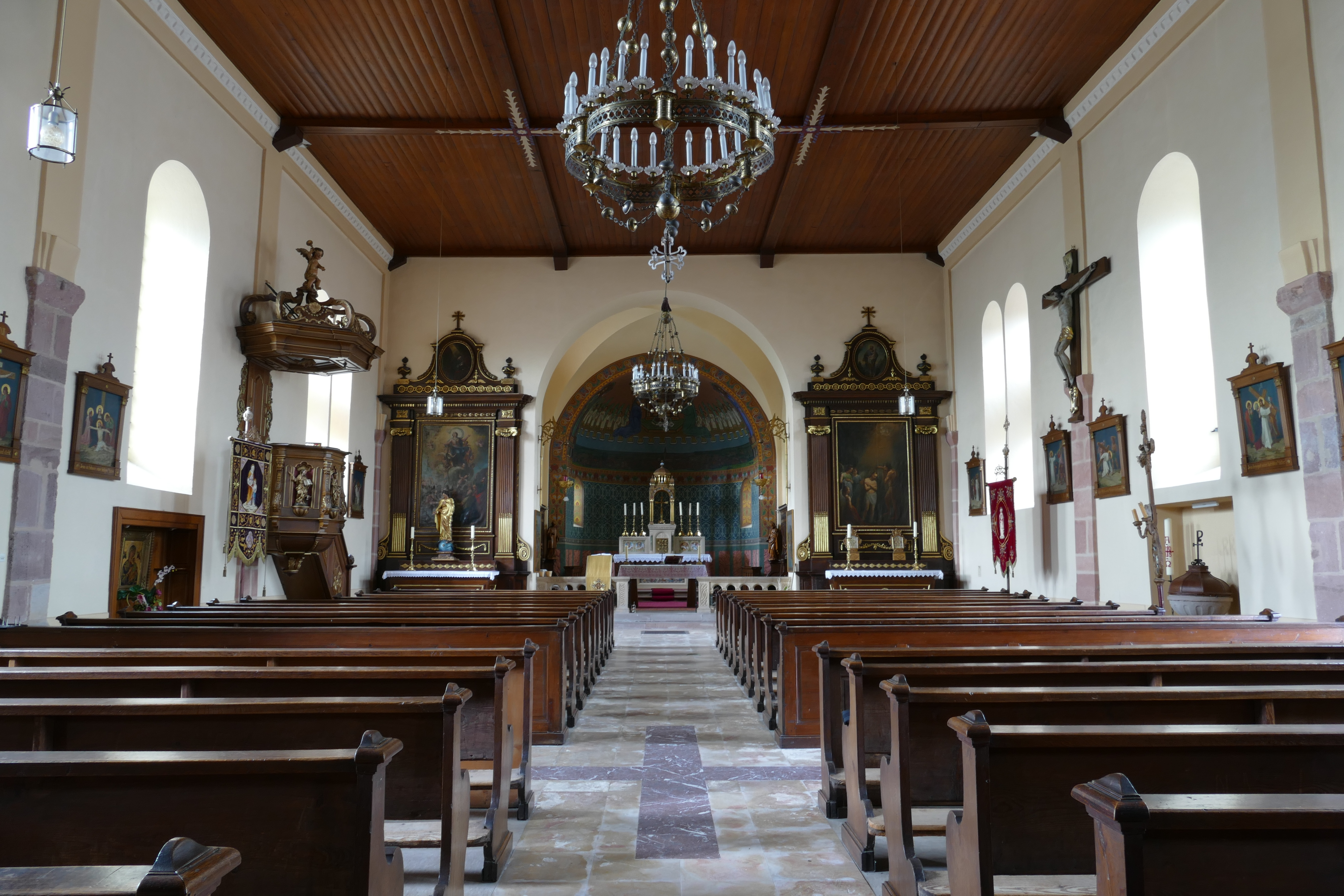
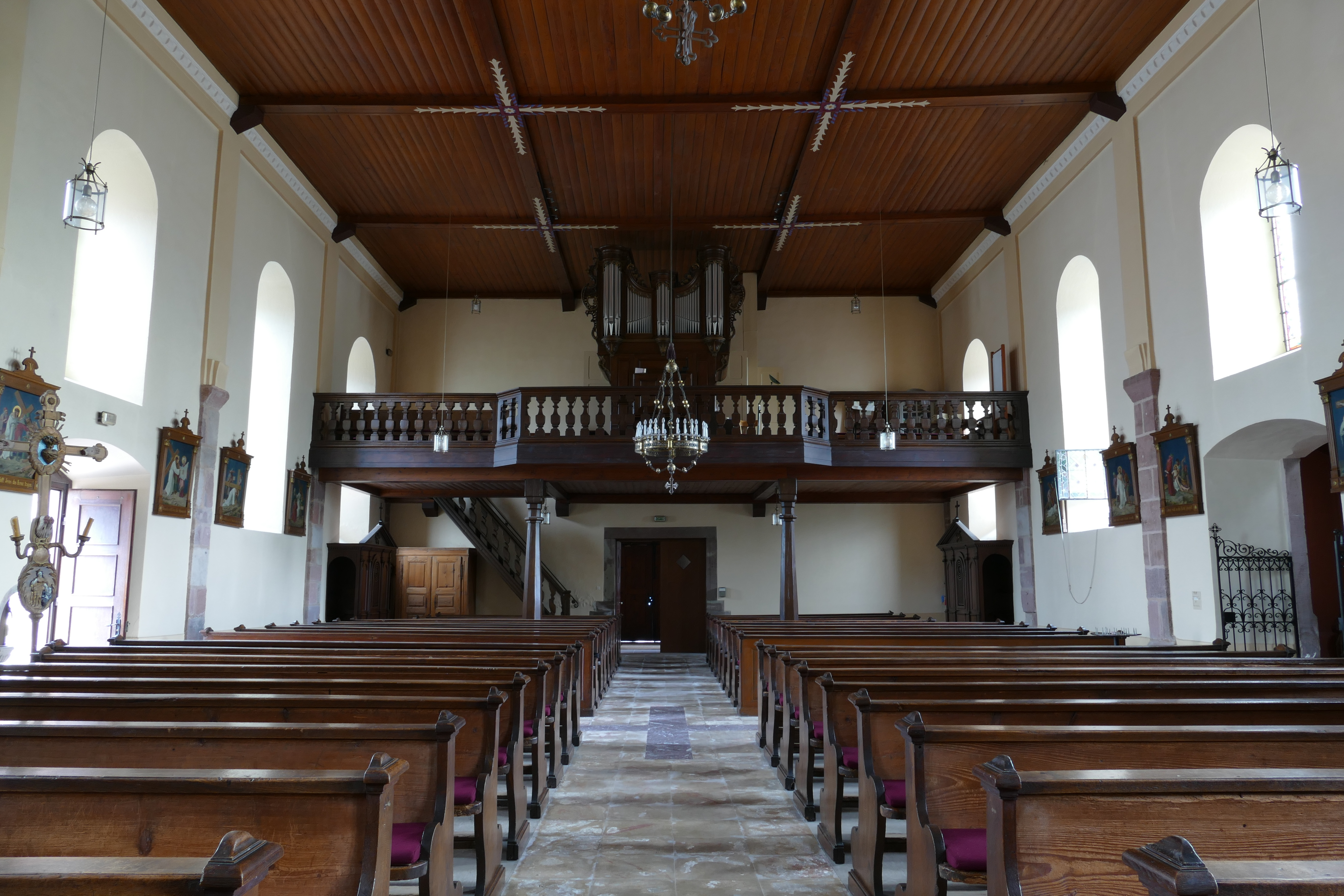
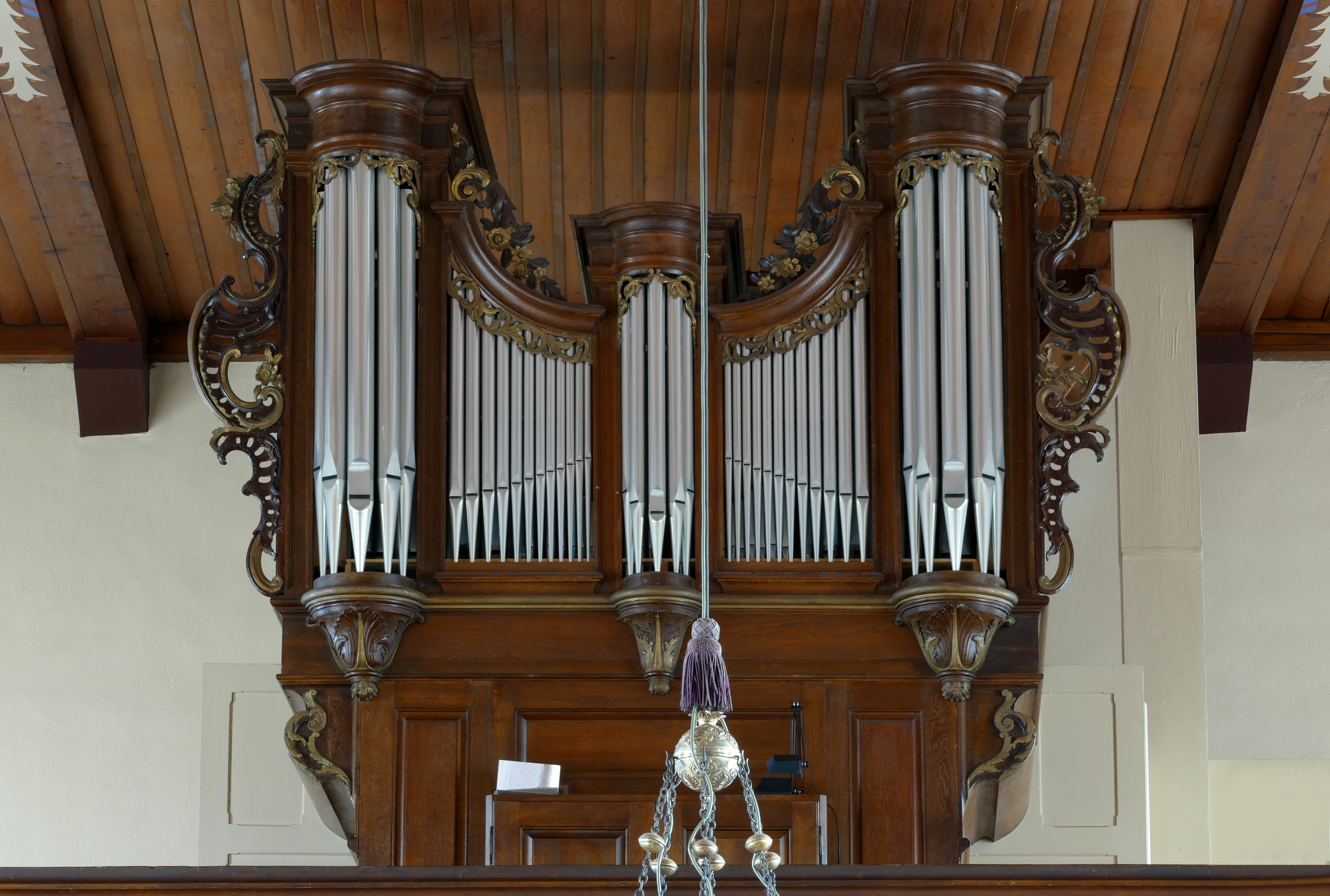
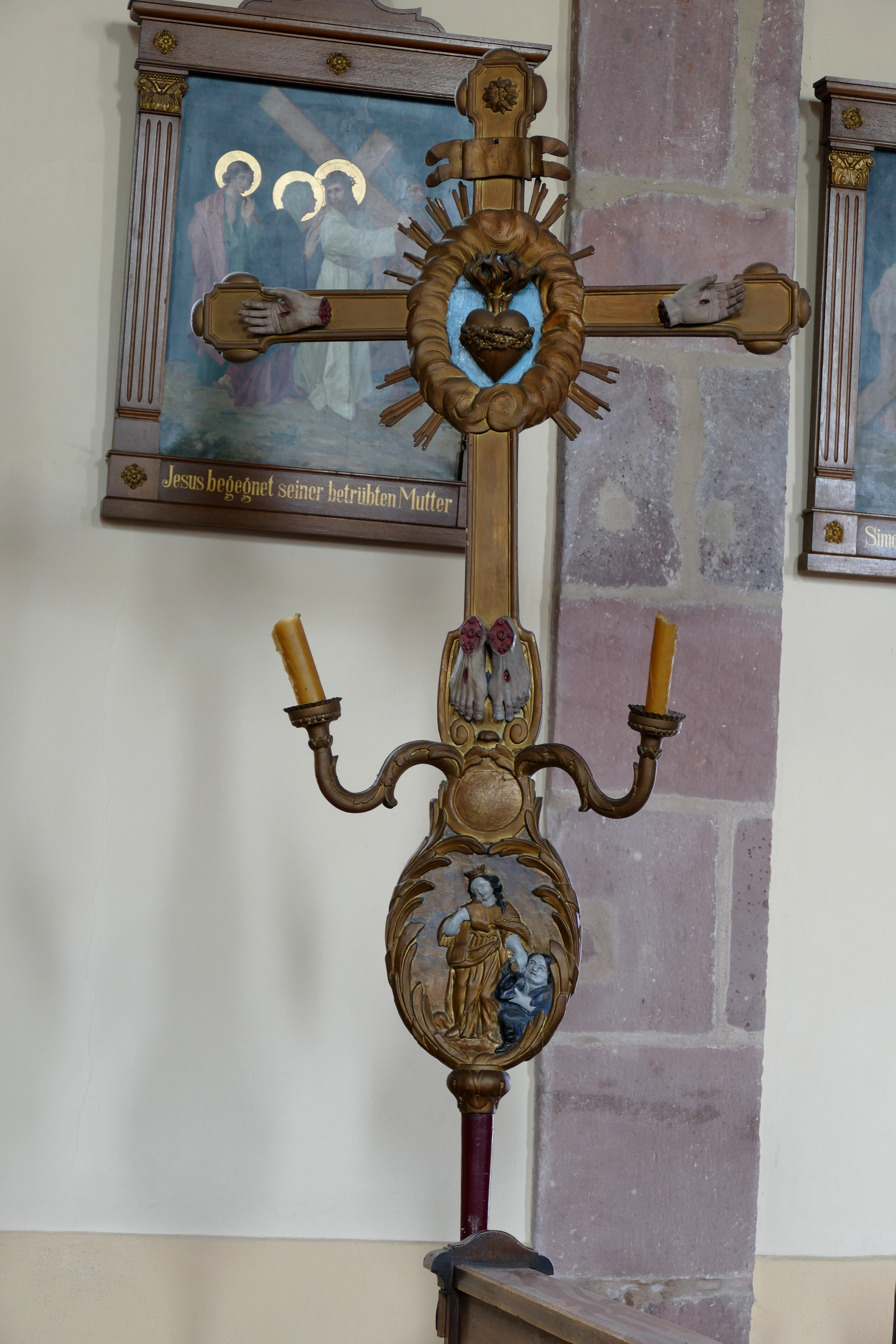
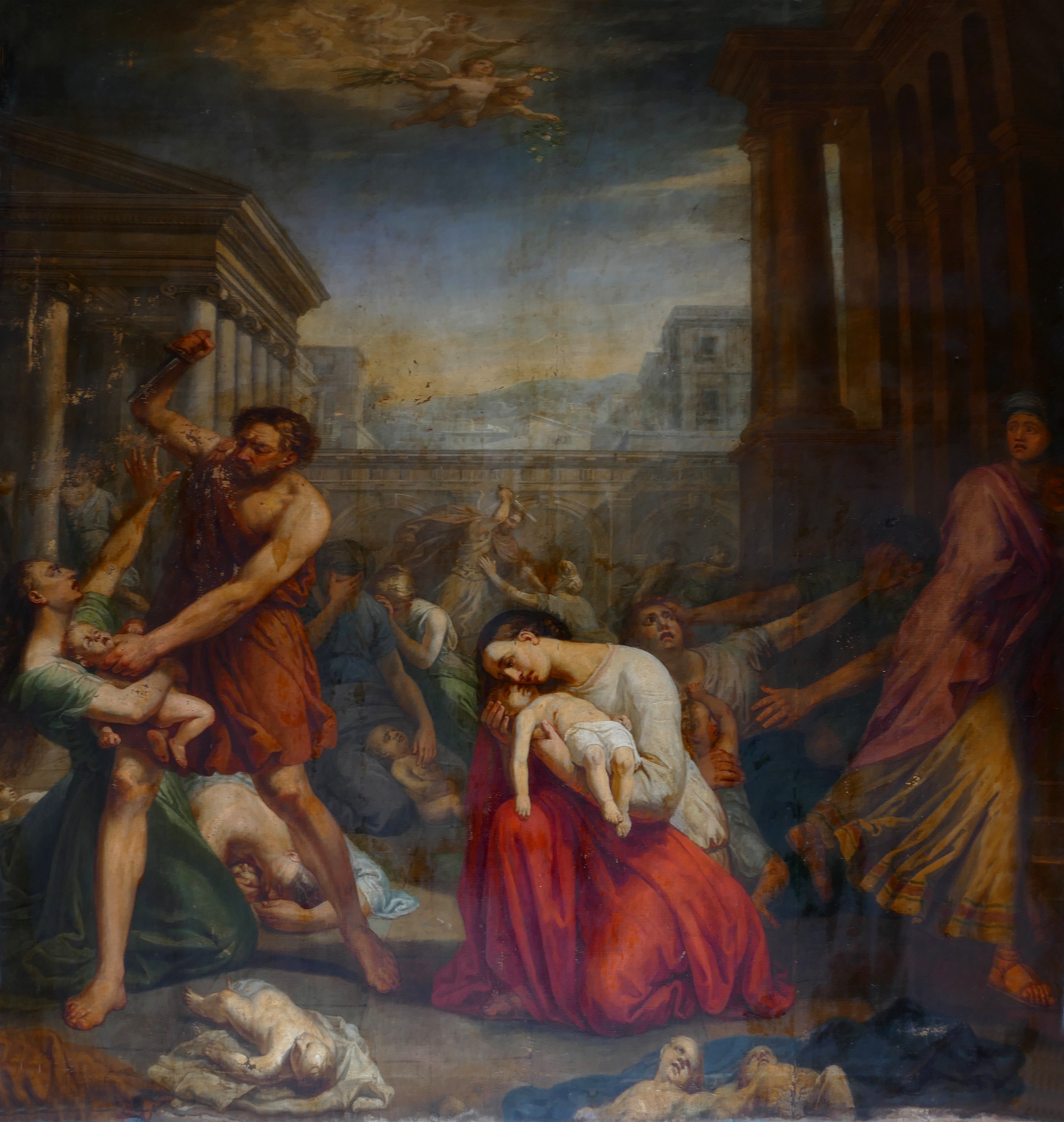